# Форни ди Сопра
Форни ди Сопра (итал. Forni di Sopra) је насеље у Италији у округу Удине, региону Фурланија-Јулијска крајина.
Према процени из 2011. у насељу је живело 966 становника. Насеље се налази на надморској висини од 877 м.

## Становништво
Према резултатима пописа становништва 2011. у општини је живело 1.027 становника.
| 1936. | 1951. | 1961. | 1971. | 1981. | 1991. | 2001. | 2011. |
| ----- | ----- | ----- | ----- | ----- | ----- | ----- | ----- |
| 1.904 | 2.070 | 1.804 | 1.376 | 1.259 | 1.209 | 1.123 | 1.027 |